# Педегварда (Тревизо)
Педегварда је насеље у Италији у округу Тревизо, региону Венето.
Према процени из 2011. у насељу је живело 204 становника. Насеље се налази на надморској висини од 157 м.